# That's Christmas to Me
That's Christmas to Me è un album discografico natalizio del gruppo a cappella statunitense Pentatonix, pubblicato nel 2014.

## Tracce
1. Hark! The Herald Angels Sing – 3:12
2. White Winter Hymnal – 2:47
3. Sleigh Ride – 2:16
4. Winter Wonderland / Don't Worry Be Happy (featuring Tori Kelly) – 3:27
5. That's Christmas to Me – 3:02
6. Mary, Did You Know? – 3:23
7. Dance of the Sugar Plum Fairy – 2:06
8. It's the Most Wonderful Time of the Year – 3:05
9. Santa Claus Is Coming to Town – 2:42
10. Silent Night – 3:13
11. Let It Go – 3:26

## Formazione
- Scott Hoying
- Mitch Grassi
- Kirstin Maldonado
- Avi Kaplan
- Kevin Olusola

### Ospiti
- Tori Kelly (4)

## Classifiche
| Classifica (2014) | Posizione raggiunta |
| ----------------- | ------------------- |
| Stati Uniti       | 2                   |